# Pornographie au Danemark

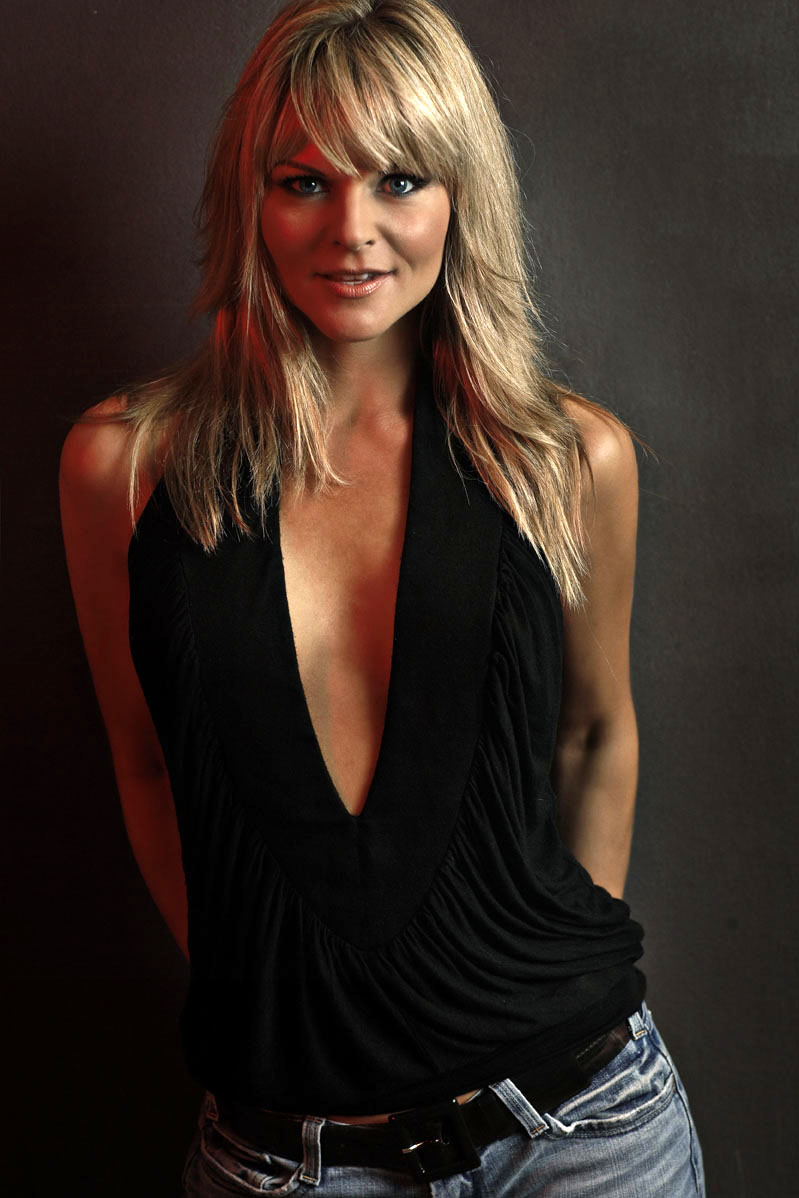
Katja K, ancienne actrice pornographique danoise, née en 1968

Le premier pays au monde à légaliser la pornographie fut le Danemark en 1967. Cette année-là, le pays légalise la littérature pornographique. Par la suite, le 1er juillet 1969, le Danemark est devenu le premier pays au monde à légaliser la pornographie picturale et audiovisuelle, ce qui a contribué à promouvoir l'âge d'or du porno (1969-1984).
Depuis lors, les Danois majeurs y ont librement accès avec quelques restrictions : la pornographie doit être placée hors de la vue des enfants et ne peut être vendue à des moins de 15 ans. La chaîne de télévision publique Kanal København diffusait la nuit de la pornographie hardcore gratuitement, au début des années 2000.[réf. nécessaire]
Fin avril 2015, le Danemark a adopté une loi rendant illégales les relations sexuelles avec des animaux. Avant 2015, il n'existait aucune restriction spécifique contre la pornographie animale. Si aucun mal ni douleur n’était infligé à l’animal, de tels actes n’étaient pas illégaux. L'absence de législation antérieure avait fait du Danemark un centre de production de pornographie animale.[réf. nécessaire] Cette accusation a cependant été rejetée comme un mythe par Det Dyreetiske Råd, un conseil juridique, qui, en novembre 2006, a publié un rapport détaillé sur le thème.
La pédopornographie est illégale au Danemark depuis 1980. Il est illégal de distribuer des photographies ou des vidéos pornographiques de personnes de moins de 18 ans, bien que l'âge du consentement sexuel au Danemark soit de 15 ans.[réf. nécessaire]